# José Luis Quintas Figueroa
José Luis Quintas Figueroa, conocido como Quintas, Alfonso y Clemente Cabaleiro Covelo (Teis, Vigo, 17 de abril de 1911 - Calzada, Teis, Vigo, 17 de agosto de 1976) fue un sindicalista, guerrillero y político gallego, destacado en la CNT y en la resistencia antifranquista.

## Trayectoria
José Luis Quintas Figueroa, conocido como Quintas, inició su vida laboral como fontanero y, en mayo de 1928, comenzó a trabajar en Campsa. Al final de la dictadura de Primo de Rivera, se afilió a la CNT, y en 1929 al Sindicato de Petróleos. Durante la Segunda República, Quintas se destacó por su actividad sindical, participando en plenos regionales y congresos de la CNT. Fue uno de los fundadores de las Juventudes Libertarias de Vigo, donde asumió el cargo de secretario, y se unió a un grupo anarquista independiente de la FAI.
Su activismo le valió varias detenciones, primero durante la huelga revolucionaria de diciembre de 1933 y nuevamente durante la huelga general de 1934. Fue temporalmente despedido de Campsa, aunque fue readmitido en junio de 1936, poco antes del estallido de la Guerra Civil. El 7 de febrero de 1936, Quintas organizó el asalto al local de Falange en la calle General Riego de Vigo, en un intento de obtener documentos y armamento. En esta acción murieron el falangista Luis Collazo Docampo y el cenetista Robustiano Figueira Villar. Quintas resultó herido en un pulmón y fue detenido, siendo ingresado en el Hospital Municipal.
Tras el Golpe de Estado en España de julio de 1936, Quintas logró escapar del hospital y organizó la resistencia armada en el barrio del Calvario en Vigo. Al fracasar este intento, se refugió en el monte y formó uno de los primeros grupos guerrilleros antifranquistas en Galicia. El 5 de abril de 1937, su hermano Manuel Enrique fue asesinado por falangistas en Xinzo (Puenteareas). Durante un tiempo, Quintas se ocultó en la casa de Virginia González Pastoriza en Teis, quien le brindó apoyo y refugio.
En 1939, Quintas se unió al grupo guerrillero de los hermanos José y Rogelio García Morales, conocidos como «Los Maletas», compuesto por militantes anarquistas y comunistas. Sin embargo, en 1943, al oponerse al control que el Partido Comunista de España (PCE) intentaba ejercer sobre la guerrilla, Quintas abandonó la lucha armada y se ocultó en Toural. En 1946, la organización clandestina de la CNT en Vigo lo ayudó a trasladarse a las minas de San Fins en Lousame y posteriormente a Santiago de Compostela, donde, bajo el nombre falso de Clemente Cabaleiro Covelo, trabajó en un taller de reparación de máquinas de escribir dirigido por Manuel Ceruelo Ares. Durante este periodo, fue juzgado en rebeldía en Vigo y condenado a pena de muerte, aunque esta fue conmutada por cadena perpetua.
En marzo de 1947, tras la detención de Manuel Ceruelo y el desmantelamiento de la red clandestina de la CNT, Quintas tuvo que esconderse nuevamente, trasladándose a Ribadavia y O Carballiño, donde trabajó como ayudante de un cura y como viajante de almacenes de víveres. El 16 de febrero de 1950, fue arrestado en O Carballiño debido a una delación. En un Consejo de Guerra celebrado en Vigo el 28 de octubre de 1950, fue condenado a muerte por el homicidio de Luis Collazo, así como por cargos de lesiones, tenencia ilícita de armas y rebelión armada. Esta sentencia fue finalmente conmutada por 25 años de reclusión mayor. Además, la Audiencia de Pontevedra lo condenó a 30 años de prisión por su participación en los sucesos de julio de 1936.
Quintas pasó casi 23 años en distintas prisiones, incluyendo la de Santoña y el Penal del Dueso. Finalmente, en 1973, fue liberado y se trasladó temporalmente a Toulouse, donde entró en contacto con la CNT en el exilio. Poco después, regresó a Vigo y trabajó como representante de libros. Tras la muerte de Francisco Franco en 1975, Quintas colaboró en la reorganización de la CNT en Galicia, formando parte del Comité Regional de Galicia junto a militantes como Víctor Francisco Cáceres, Jaime Garrido Vila y Dalmacio Bragado Ruiz.
José Luis Quintas Figueroa falleció el 17 de agosto de 1976 en Calzada (Teis), en Vigo, debido a una afección cardíaca. Su vida y su lucha lo consolidaron como un símbolo de la resistencia antifranquista en Galicia, recordado por su compromiso con la justicia social y su participación activa en la organización sindical y guerrillera.